# Hypnites arkansanus
Hypnites arkansanus là một loài rêu trong họ Amblystegiaceae. Loài này được Whittlake mô tả khoa học đầu tiên năm 1968.